# WorldCat
WorldCat – katalog centralny łączący zbiory 71 tys. bibliotek ze 112 krajów, które są uczestnikami serwisu Online Computer Library Center. Katalog jest tworzony i prowadzony przez biblioteki, których zbiory są w nim ujęte.
Jest to największa na świecie bibliograficzna baza danych.
Zawiera ponad 150 milionów różnych rekordów odnoszących się do ponad 1,4 miliarda zasobów fizycznych i cyfrowych w ponad 470 językach. OCLC udostępnia WorldCat wszystkim bibliotekom za darmo, katalog jest jednak podstawą też innych usług – płatnych – takich jak współdzielenie zasobów i zarządzanie zbiorami.

## Ewolucja usług
W 2003 OCLC rozpoczęła program pilotażowy Open WorldCat, udostępniając skrócone rekordy z podzbioru WorldCat partnerskim stronom internetowym i księgarniom, aby zwiększyć dostępność zbiorów bibliotek członkowskich. Od 2006 można przeszukiwać WorldCat bezpośrednio z jego strony internetowej. W 2007 WorldCat Identities rozpoczęło udostępniać dane na temat 20 milionów autorów i osób przedmiotem publikowanych materiałów.